# Eria brevicaulis
Eria brevicaulis är en orkidéart som beskrevs av Gunnar Seidenfaden. Eria brevicaulis ingår i släktet Eria och familjen orkidéer.
Artens utbredningsområde är Thailand. Inga underarter finns listade i Catalogue of Life.